# Stanley Donen
Stanley Donen (Columbia, Carolina del Sur; 13 de abril de 1924-Manhattan, Nueva York; 21 de febrero de 2019) fue un coreógrafo, bailarín y director de cine estadounidense. 
Bailarín y coreógrafo en los estudios de la productora MGM es considerado como uno de los maestros del cine musical. Codirigió junto a Gene Kelly (otro de los grandes del género) Un día en Nueva York (1949), Cantando bajo la lluvia (1952), que obtuvo un gran éxito y se ha convertido en un clásico del cine musical, y Siempre hace buen tiempo (1955). Dirigió además otras comedias musicales, entre las que se encuentran Tres chicas con suerte (1953), Siete novias para siete hermanos (1954) y Funny Face (1957). Más tarde se orientó hacia la comedia pura, donde mostró su elegancia y su talento en la dirección de actores famosos: Indiscreta (1958), Charada (1963) y Dos en la carretera (1967).

## Biografía

### Infancia y primeros pasos en el espectáculo
Stanley Donen se crio en su pueblo de Columbia (Carolina del Sur), hijo de Mordecai Moses Donen, un sastre, y Helen (Cohen), hija de un joyero.: 4–6  Su hermana menor Carla Donen Davis nació en agosto de 1937.: 14  A pesar de que sus padres eran judíos, fue ateo ya desde su adolescencia.: 312  Donen describió su niñez como solitaria y triste, y ocasionalmente fue intimidado por compañeros de clase antisemitas en la escuela.: 8  Para escapar de esta triste realidad, pasó parte de su juventud acudiendo a cines, donde especialmente le gustaban las películas del Oeste, las comedias y los  thrillers. Pero la película que más impacto le causó fue el musical de 1933 protagonizado por Fred Astaire y Ginger Rogers Volando a Río. Donen dijo que "debo de haber visto la película treinta o cuarenta veces. Me transporté a una especie de mundo de fantasía donde todo parecía ser feliz, cómodo, fácil y apoyado. Una sensación de bienestar me llenó.": 4  Eso le dio la idea de empezar a rodar sus propias películas con su cámara de 8 milímetros y pasarlas por el proyector que le compró su padre.
Inspirado por Astaire, Donen tomó clases de danza en Columbia y actuó en el teatro local.: 4  Su familia habitualmente viajaba a Nueva York durante el verano donde veían muchos espectáculos de Broadway. Uno de sus maestros de danza fue Ned Wayburn, que a su vez había sido profesor de Astaire en 1910.: 14  Después de graduarse en el Instituto a los 16 años, Donen fue a la Universidad de Carolina del Sur para estudiar psicología.: 333  Pero dejó los estudios y, animado por su madre, se trasladó a Nueva York para intentar intentar dedicarse a la danza. Después de dos audiciones, fue elegido en el coro de bailarines de la producción de Broadway de Rodgers y Hart's Pal Joey, dirigido por George Abbott. El protagonista del musical sería un joven Gene Kelly, que se estaba labrando su futuro como una estrella de Broadway.
Abbott vuelve a escoger a Donen en el coro para su siguiente trabajo, Best Foot Forward. Posteriormente, se convirtió en asistente de escenario y Kelly le pidió como asistente de coreografía.: 30–31  Donen fue despedido de Best Foot Forward,: 33  pero en 1942 fue elegido por Abbott como asistente de coreografía para Beat the Band. En 1946, Donen volvió por un espacio breve a Broadway para ayudar a los números musicales de Call Me Mister.: 7 

### Carrera en Hollywood

#### 1943-1949: el Donen coreógrafo
En 1943, Arthur Freed, el famoso productor musical de la Metro Goldwyn Mayer, compró los derechos de Best Foot Forward para hacer la versión cinematográfica protagonizada por Lucille Ball y William Gaxton. Donen se trasladó a Hollywood para la audición del film y firmó un contrato de un año con MGM.: 39–40  Donen apareció en el coro de bailarines e hizo de asistente de coreografía de Charles Walters.: 46  En MGM, Donen se reencontró con su amigo Kelly, que comenzaba a ser un actor habitual en los musicales de la MGM. Cuando Kelly pasó a la Columbia Pictures, se le ofreció la oportunidad de coreografiar sus propios números de baile y le pidió a Donen que lo ayudara.: 48–49  Kelly dijo: "Stanley necesita un trabajo. Necesitaba a alguien que contara para el camarógrafo, alguien que supiera los pasos y pudiera explicar lo que iba a hacer para que la toma estuviera configurada correctamente." Donen aceptó a coreografiar tres secuencias musicales con Kelly en Las modelos (Cover Girl) (1944).: 58  Donen tuvo la idea de la escena del "Alter Ego" donde el reflejo de Kelly salta del escaparate y baila con él. El director Charles Vidor insistió en que la idea nunca funcionaría, así que fueron Donen y Kelly los que dirigieron la escena.: 58–66  y Donen se pasó un año editándola.: 63–64 : 10  La película hizo a Kelly una estrella de cine y es considerado por muchos críticos como el número más importante e innovador de la historia del cine. Donen firmó un año de contrato con Columbia: 65  y dirigió la coreografía de muchos largometrajes,: 242 : 247  pero volvió a MGM al siguiente año cuando Kelly lo quería para acompañarle en su siguiente film.: 67 

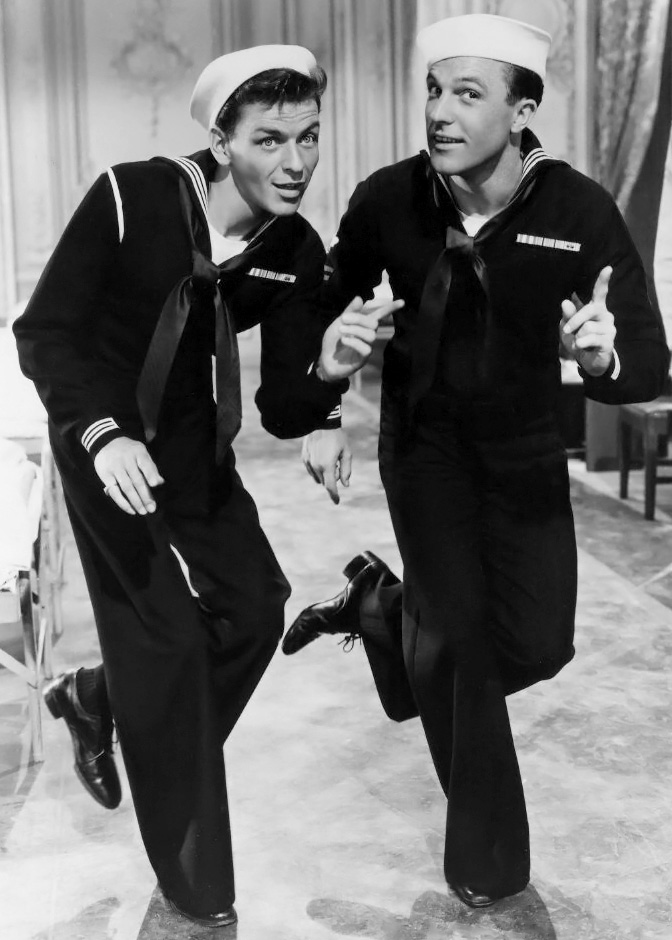
Sinatra y Kelly en Levando anclas

En 1944 Donen y Kelly coreografiaron el musical Levando anclas, estrenada en 1945 y protagonizada por el propio Kelly y Frank Sinatra. El film es conocido sobre todo, por el número de Kelly bailando con el ratón Jerry. Esta sería la primera vez en la historia del cine que la animación dibujada a mano se combinaría con imágenes de acción en vivo. La animación fue supervisada por William Hanna y Joseph Barbera y se le atribuye al productor de animación de MGM Fred Quimby, pero la idea de la escena fue de Donen.: 70  Originalmente, Donen y Kelly querían usar Mickey Mouse o Donald Duck para la secuencia y se reunieron con Walt Disney para discutir el proyecto. Disney estaba trabajando en una idea similar en "Los tres caballeros" (1944) y no estaba dispuesto a prestar a uno de sus personajes a MGM.: 70–71  El dúo pasó dos meses filmando a Kelly bailando y Donen pasó un año perfeccionando la escena fotograma a fotograma. Según Barbera, "el resultado neto en la vista previa de Levando anclas asombró a la audiencia".: 172 
Mientras Kelly completaba su servicio militar como fotógrafo entre 1944 y 1946, Donen trabajó sin estar acreditado como coreógrafo en algunos musicales. De ese periodo Donen dijo, "Practiqué mi oficio, trabajando con música, pistas y fotografía. A menudo dirigía las secuencias. Siempre traté de tener una idea original sobre cómo hacer secuencias musicales".: 17  Donen declaró que fue excusado del servicio militar debido a la presión arterial alta.: 76  Cuando Kelly volvió a la vida civil, dirigieron y coreografiaron las escenas de Kelly en Vivir a lo grande (1947).: 18  Posteriormente comenzaron a trabajar en una historia original sobre dos jugadores de béisbol a principios del siglo XX que pasan una temporada baja entre cantantes y bailarines de vodevil. Esta película eventualmente se convertiría en Llévame a ver el partido (1949). La película estaba protagonizada por Kelly, Frank Sinatra y Jules Munshin. Kelly y Donen esperaban codirigir la película, pero Freed contrató a Busby Berkeley en su lugar y solo dirigieron los números de baile de Kelly.

#### 1949:Un día en Nueva York
Después del éxito de Take Me Out to the Ball Game, Freed dio a Donen y Kelly la oportunidad de dirigir Un día en Nueva York (On the Town), presentada en 1949. El film era una adaptación del musical de Betty Comden y Adolph Green la obra homónima de Broadway sobre tres marineros que dejan el barco para pasar el día en Nueva York. Fue el primer musical en presentar filmaciones en locaciones. Donen y Kelly habían querido filmar toda la película en Nueva York, pero Freed solo les permitió pasar una semana fuera del estudio.
Esa semana se produjo y dirigió el número inicial "New York, New York". Lejos de la interferencia del estudio y las limitaciones del sonido, Donen y el director de fotografía Harold Rosson filmaron una escena en las calles de la ciudad de Nueva York que fue pionera en muchas técnicas cinematográficas que serían adoptadas por la Nouvelle vague francesa una década después. Estas técnicas incluían cortes de salto espaciales, panorámicas de 360 grados, cámaras ocultas, cambios abruptos de dirección de la pantalla y actores no profesionales. El biógrafo de Donen, Joseph A. Casper, afirmó que la escena evita ser gratuita o amateur, mientras sigue "desarrollando la trama, describiendo el escenario mientras transmite su atmósfera galvanizadora y su estado de ánimo maníaco, presentando y delineando el carácter". Casper también dijo: "Hoy la película se considera un punto de inflexión. El primer musical genuino que sacó la danza, así como el género musical, del teatro y lo capturó con y para película en lugar de en película; el primero en hacer de la ciudad un personaje importante; y el primero en abandonar el coro ".: 34 
Un día en Nueva York protagonizada por Kelly, Frank Sinatra y Jules Munshin como tres marineros que pasan 24 horas en la ciudad y que protagonizan un romance con Ann Miller, Betty Garrett y Vera-Ellen. El film fue un completo éxito tanto de taquilla como de crítica.: 34  Ganó el Premio Óscar a la mejor banda sonora para musical y los guionistas Comden y Green ganaron el premio de la Writers Guild of America Award al mejor guion para musical. Como Orson Welles, Donen hizo su debut como director a los 25 años. Donen siempre defendió que Kelly era el "responsable de muchos de los números de baile. Yo me limitaba a estar detrás de la cámara en las escenas dramáticas y en los números musicales.": 26  Kelly creía que con Donen "hacían un buen equipo. Pienso que nos complementábamos muy bien".

#### 1949-1952: Etapa con MGM

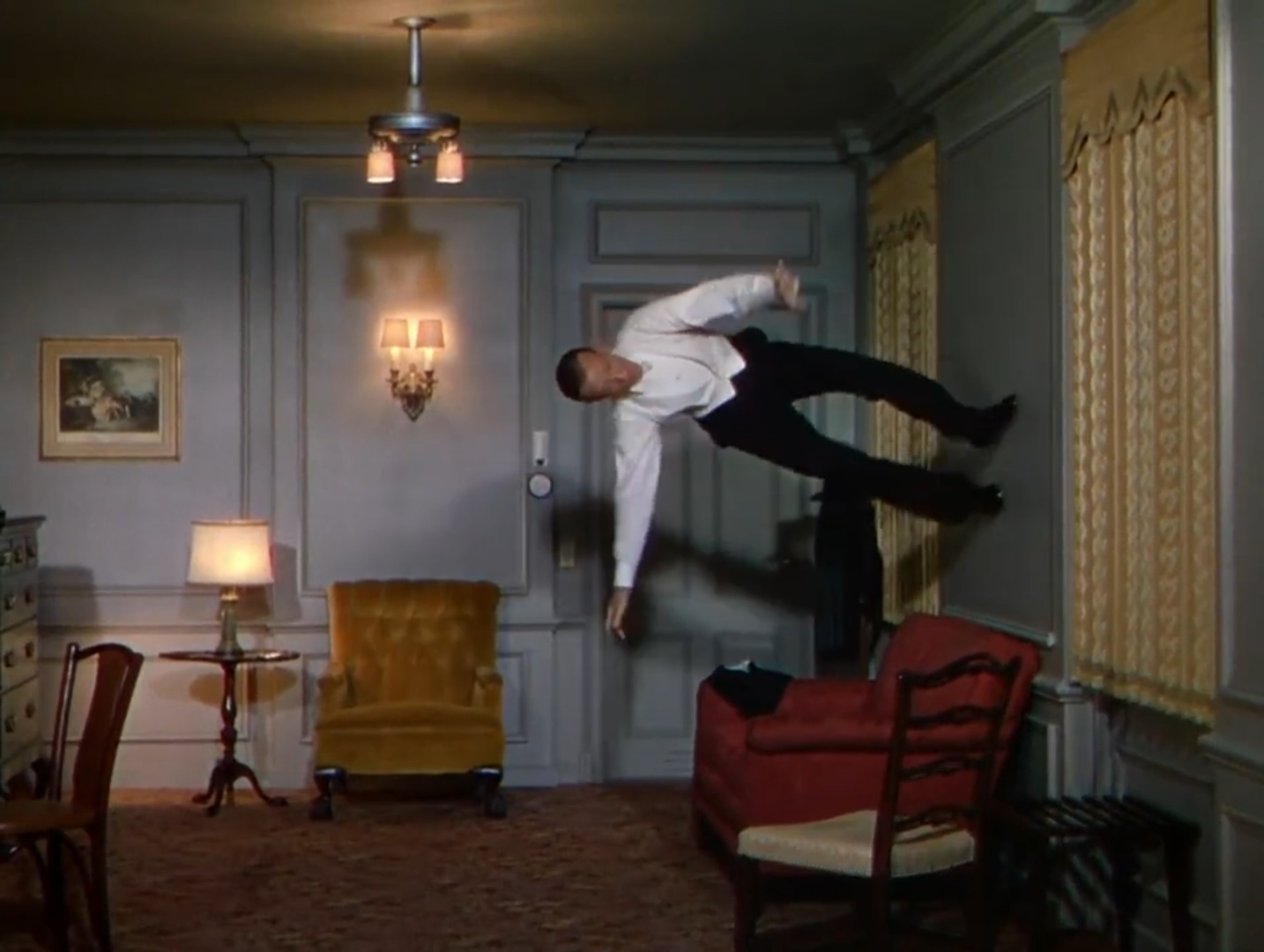
Fred Astaire baila por las paredes en Bodas reales, un efecto especial que utiliza una cámara cilíndrica giratoria de acero reforzado en la que filmar.

Después del éxito de Un día en Nueva York, Donen firmó un contrato de siete años con MGM como director. Sus siguientes dos proyectos fueron con Freed, pero sin Kelly. Después de ser sustituido como director en Pagan Love Song por diferencias personales con Esther Williams, Donen se el dio la oportunidad de trabajar con su ídolo de juventud Fred Astaire.: 121–122 
Bodas reales (Royal Wedding) (1951)  protagonizada por Astaire y Jane Powell como un dúo de hermanos del equipo de baile estadounidense actuando en Inglaterra durante la boda real de Isabel y Felipe en 1947. Judy Garland fue originalmente la elegida para ser la protagonista, pero fue despedida por absentismo y fue reemplazada por Powell.: 122–126  En el film, el romance con un millonario inglés (Peter Lawford) amenaza con arruinar la actuación de los hermanos, mientras que Astaire encuentra otro amor con la bailarina (Sarah Churchill). El film está basado en una anécdota real de Astaire con su hermana, Adele Astaire, que se retiró en 1932 para casarse con un lord inglés, y en la que se incluye una de las secuencias musicales más recordadas de Astaire. El número "You're All the World to Me" donde parece desafiar la gravedad bailando primero en las paredes y luego en el techo. La toma se logró construyendo el set dentro de una cámara cilíndrica giratoria reforzada con acero, con la cámara unida al cilindro. Tanto Astaire como el letrista de la película Alan Jay Lerner afirmaron que habían pensado en la idea.: 131–132 
Seguidamente, Donen hizo Marido a la fuerza (Love Is Better Than Ever), aunque no se estrenó hasta marzo de 1952. El film está protagonizado por Larry Parks que encarna a un astuto agente del mundo del espectáculo que se ve obligado a casarse con una joven profesora de baile inocente (Elizabeth Taylor). Donen y Kelly aparecen brevemente en un cameo.: 201  La razón por la que el estreno se retrasó durante más de un año fue por la comparecencia de Parks ante el Comité de Actividades Antiestadounidenses y su eventual admisión de exmiembro del  Partido Comunista y el señalamiento de otros.: 140  El film no funcionó en taquilla.

#### 1952:Cantando bajo la lluvia

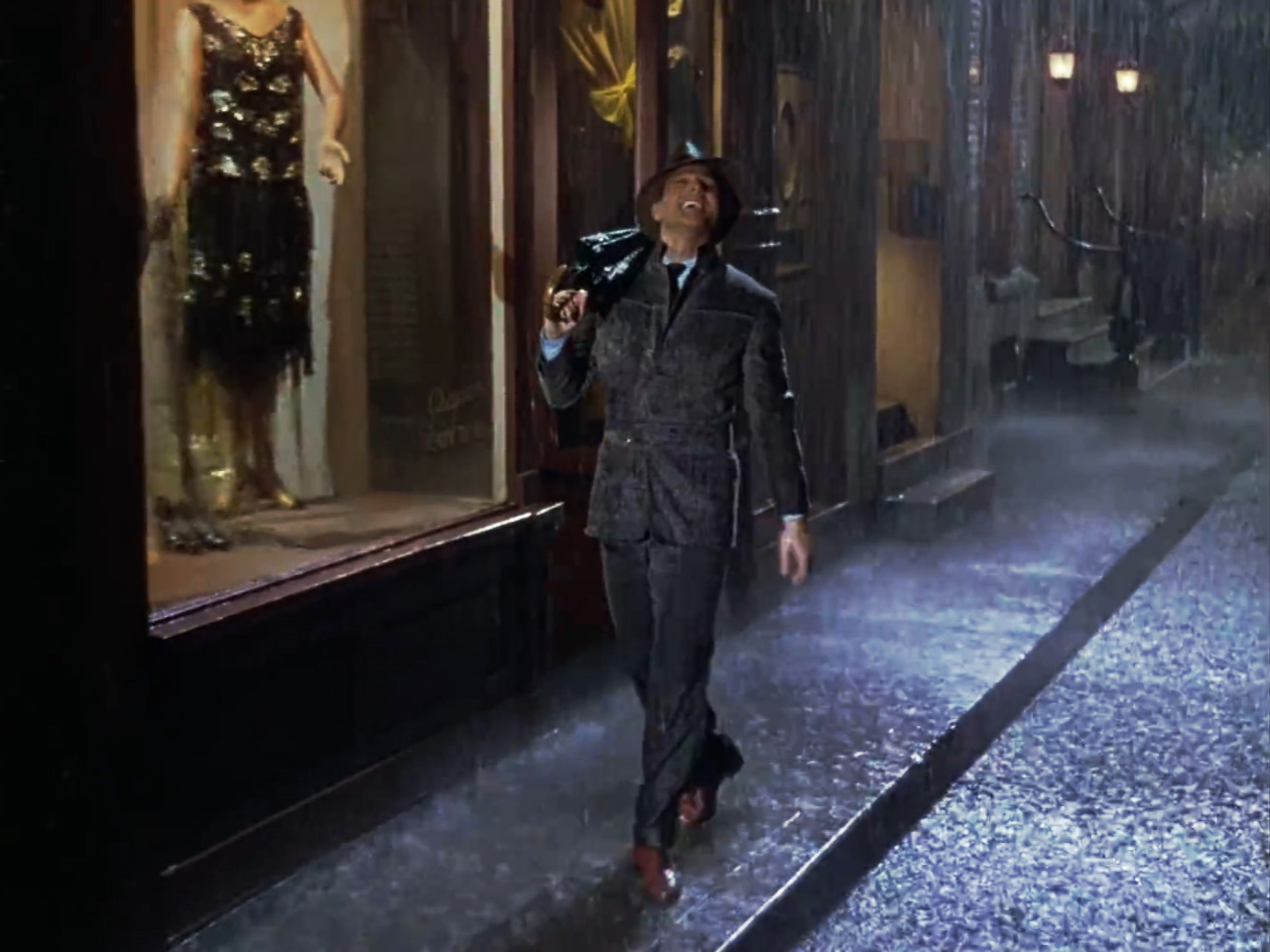
Gene Kelly en Cantando bajo la lluvia

Kelly estaba en la cima de su popularidad después de su estreno en Un americano en París (1951) y se volvió a juntar con Donen para hacer Cantando bajo la lluvia (Singin' in the Rain) (1952), que la convertiría en una de los musicales más importantes de la historia del cine. El film fue producido por Freed, escrito por Comden y Green, fotografiado por Harold Rosson y protagonizado por Kelly, Debbie Reynolds, Donald O'Connor, Jean Hagen, Millard Mitchell y Cyd Charisse.: 2 
Freed quería hacer un musical utilizado antiguas canciones que él y el compositor Nacio Herb Brown habían escrito en la década de los 20 y 30.: 2  Despidió a Comden y Green para hacer el script, e incorporó a Donen y Kelly para la confección de escenas.: 28  Comden y Green decidieron escribir una historia inspirado en el momento en el que estas canciones fueron escritas, satirizando la transición de Hollywood del cine mudo al cine sonoro. Comden, Green y Donen entrevistaron a todos los técnicos de MGM que estaban en Hollywood durante ese periodo,: 19  burlándose de las primeras películas musicales y de las dificultades técnicas de las primeras películas sonoras.: 148–150  Eso incluye personajes vagamente basados en Freed y Berkeley: 162  y una escena que hace referencia en la estrella del cine mudo John Gilbert.: 65  Donen y Kelly también reutilizaron una larga colección de sets, vestuarios y equipos de MGM de los años 20.: 80 

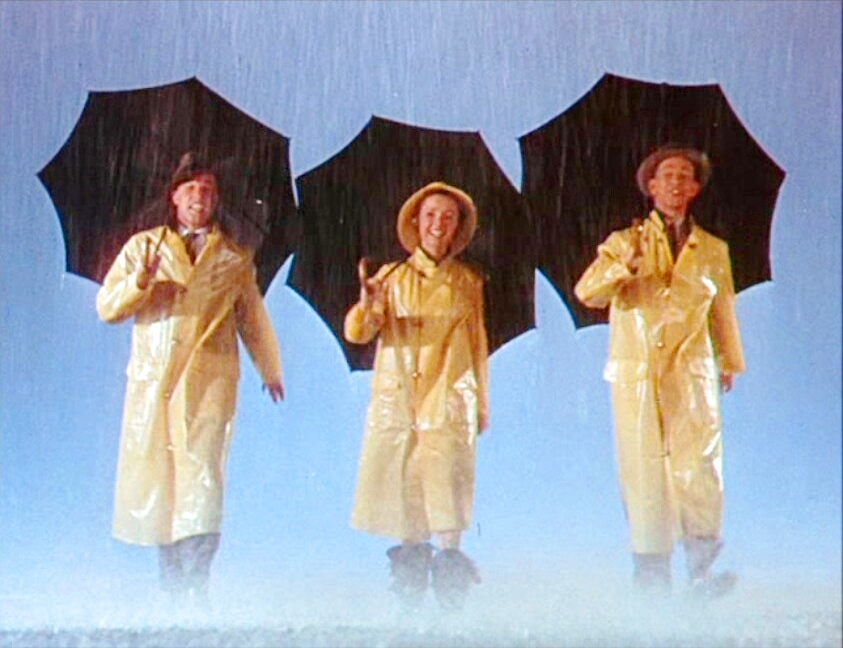
Kelly, Reynolds y O'Connor en los créditos iniciales de Cantando bajo la lluvia

En el film, Don Lockwood (Kelly) y Lina Lamont (Hagen) son dos estrellas del cine mudo cuyas carreras están amenazadas por el sonoro. Con la ayuda de su mejor amigo Cosmo Brown (O'Connor) y la chica a la que quiere Kathy Selden (Reynolds), Lockwood salva su carrera al convertir su última película en un musical. La filmación fue armoniosa, pero Donen pensó que la secuencia de ballet "Broadway Melody" de Kelly era demasiado larga. : 164  La coreografía del número musical "Singin 'in the Rain" tardó varios meses, y Donen y Kelly consideraron necesario cavar agujeros en el cemento para crear charcos en la calle.
El film fue un éxito ya en su estreno en abril de 1952, ganando más de siete millones de dólares.: 188  El largometraje de Kelly Un americano en París había sido la ganadora de los Oscars en marzo, por lo que MGM decidió reestrenarla. Cantando bajo la lluvia fue retirada de muchos cines para exhibir la película anterior, lo que le impidió obtener más ganancias.: 169  Cantando bajo la lluvia fue nominada a dos apartados de los Oscars: Mejor actriz de reparto para Hagen y Mejor Banda sonora para musical. Donald O'Connor ganó el Globo de Oro al mejor actor - Comedia o musical y Comden y Green nuevamente el de Writers Guild of America Award al mejor guion para musical.: 187  Inicialmente el film recibió críticas templadas como la de Bosley Crowther: 141 : 183  y no recibió críticas entusiastas hasta la década de los 60.: 169  Uno de sus primeros partidarios fue la crítica Pauline Kael, quien dijo que "es quizás el musical más divertido de todas las películas, casi el mejor musical de Hollywood de todos los tiempos".

#### 1952-1955: Éxitos y fracasos con MGM

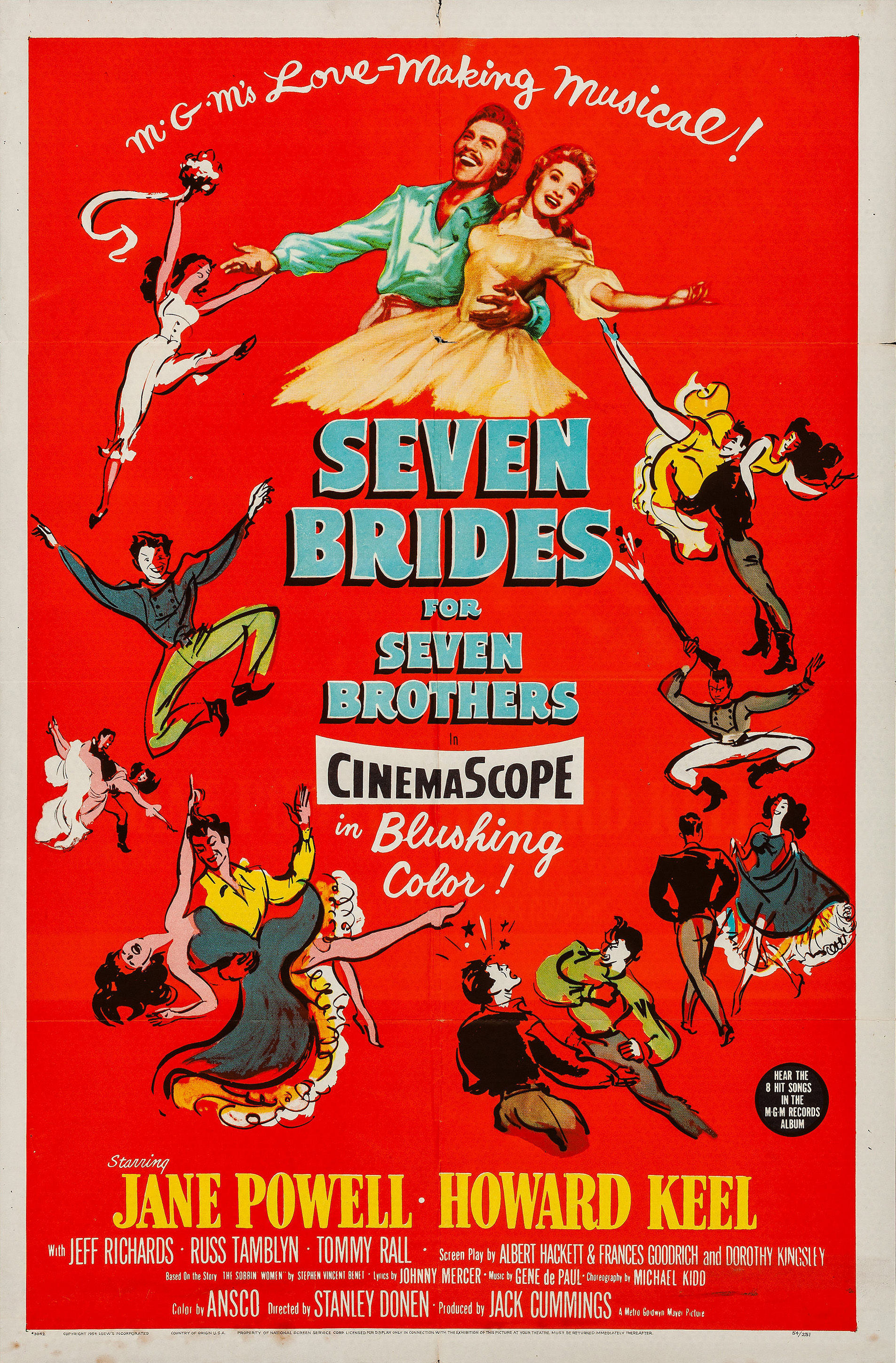
Cartel promocional de Siete novias para siete hermanos (1954)

Consolidado como un director de éxito, Donen continuó su carrera en solitario en MGM con Fearless Fagan (1952). Basada en una historia real, el film protagonizado por Carleton Carpenter como el militar que trae a su león domesticado cuando se une al ejército. El siguiente proyecto de Donen fue el musical Tres chicas con suerte (Give a Girl a Break) (1953) protagonizado por Debbie Reynolds, Marge Champion y Helen Wood como tres aspirantes a bailarinas luchando por un papel en un nuevo proyecto de Broadway. Bob Fosse, Gower Champion y Kurt Kasznar también aparecían, con música de Burton Lane e Ira Gershwin. El número "Give a Girl a Break" entre Reynolds y Fosse se coreografió al revés y luego se proyectó al revés para crear la ilusión de que los dos están rodeados por cientos de globos que aparecen instantáneamente con el toque de sus dedos.: 184  Rodar la película se convirtió en una amarga experiencia para Donen debido a una gran pelea en el set por la coreografía de la película entre Fosse y Gower Champion.: 182  El film no fue bien recibido. No se revisó bien en el momento del lanzamiento, pero su reputación ha crecido con el tiempo.
Donen consolidó su carrera en solitario y consiguió otro éxito en forma de musical con Siete novias para siete hermanos (1954). Basada en la historia corta de Stephen Vincent Benét, con la música a cargo de Saul Chaplin y Gene de Paul, las letras de Johnny Mercer y la coreografía a cargo de Michael Kidd. Jane Powell interpreta a Milly, una colona de la década de 1850 que se casa con Adam (Howard Keel) horas después de conocerle. Cuando vuelve con Adam a su cabaña de troncos en los bosques de Oregón, Milly descubre que los seis hermanos de su esposo son incivilizados y tontos. Se toma como misión adiestrarlos y gracias a una sarcástica sugerencia de Milly, los hermanos raptan a seis mujeres de los alrededores para casarse con ellas. El film fue filmado en el nuevo formato de CinemaScope y será siempre recordado por sus números de baile, particularmente la escena "levantamiento del granero" en la que la arquitectura y la construcción se convierten en pasos de ballet acrobáticos. Seven Brides for Seven Brothers fue una de los grandes éxitos de taquilla de 1954: 197  y apareció en muchas de las diez mejores películas del año de muchos críticos. Fue propuesta a cinco nominaciones a los Oscar, incluido a la mejor película, la mejor banda sonora para musical (este último lo ganó).: 76  Su éxito fue una sorpresa para MGM, que le dio más presupuesto para sus dos siguientes musicales: Rose Marie y Brigadoon, protagonizadas por Kelly.: 197  Seven Brides for Seven Brothers recaudó más que las otras, incluso más que Un día en Nueva York y Cantando bajo la lluvia, y fue el mayor en la carrera de Donen.: 76  No le faltaron críticas como la de la novelista Francine Prose, que la describió como una película anti-mujer, llamándola "una de las películas más repulsivas sobre hombres y mujeres que jamás se haya hecho" y un musical sobre la violación.: 188 
Profundamente en mi corazón (1954) es una película biográfica de Donen sobre Sigmund Romberg, el compositor de operetta de origen húngaro. Protagonizado por José Ferrer, el film incluye cameos de muchos actores en nómina de MGM. Aunque recibió críticas mediocres, el estatus de Romberg ayudó a que la película fuera un éxito.: 202 
Su tercera y última colaboración entre Donen y Kelly fue Siempre hace buen tiempo (1955), otro musical. Producido por Freed, escrito por Comden y Green y banda sonora de André Previn. Fue protagonizada por Kelly, Dan Dailey, Cyd Charisse, Michael Kidd y Dolores Gray. Originalmente se pensó como una secuela de On the Town, Kelly, Dailey y Kidd encarnan a tres exmilitares que se reúnen diez años después del final de la Segunda Guerra Mundial y descubren que ninguno de ellos lleva la vida que esperaban. Kelly se acercó a Donen con el proyecto y al principio Donen se mostró reacio debido a su propio éxito. Su amistad se deterioró durante la producción y Donen anotó, "el ambiente desde el primer día fue muy tenso y nadie hablaba con nadie".: 211  Lo nombró como "una pesadilla cien por cien" y que fue una "lucha de principio a fin". En esta ocasión, MGM no permitió que los directores rodaran en Nueva York.: 86  It's Always Fair Weather fue un éxito relativo, pero nada comparado con sus dos trabajos precedentes. Además fue el último trabajo del director con Kelly y Freed. Después de acabarse su contrato con MGM, empezó a trabajar para otros estudios. Su último proyecto con MGM fue cuatro días de rodaje de la película Kismet en julio de 1955 que completó Vincente Minnelli.: 94 

#### 1956-1959: director y productor independiente

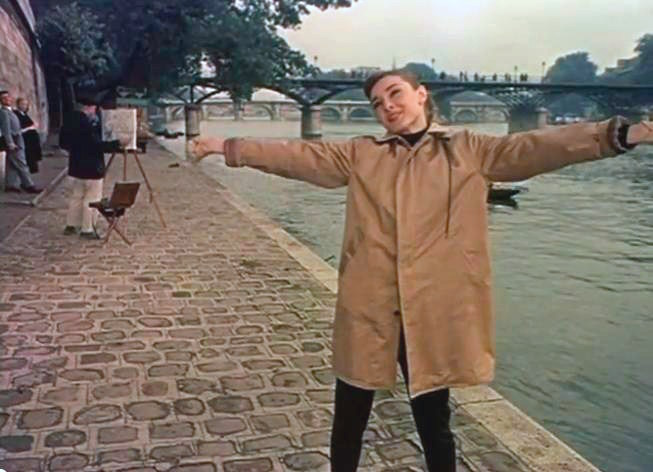
Audrey Hepburn en Una cara con ángel

Su siguiente trabajo fue para la Paramount Pictures y con Roger Edens como productor. Una cara con ángel (1957) contiene cuatro de los temas que George e Ira Gershwin compusieron para el musical homónimo de 1927, que había sido protagonizado por Fred Astaire. Levemente inspirado en la vida del fotógrafo Richard Avedon, que también fue asesor y el diseñador de los títulos de crédito, fue escrita por Leonard Gershe y se incluyó música de Gershe y Edens. Donen y Edens comenzaron la preproducción en MGM, pero tuvieron que hacer malabares para converger los contratos de Astaire y Audrey Hepburn (de Paramount), los derechos de propiedad de Warner Brothers sobre la música de Gershwin que querían y sus propios contratos con MGM. Finalmente, se llegó a un acuerdo que liberó a Donen de su contrato con MGM y le permitió hacer sus dos próximas películas en Paramount y Warner Brothers, respectivamente.: 229  Astaire interpreta a un fotógrafo de moda que descubre a una intelectual bohemia (Hepburn) en una librería en Greenwich Village y la convierte en su nueva modelo mientras se enamora de ella en París. Donen, Avedon y el director de fotografía Ray June estuvieron de acuerdo en dar al film un aspecto abstracto y brumoso que se parecía a la fotografía de moda de la época a pesar de las protestas de Paramount, que recientemente había invertido en el formato panorámico de VistaVision.: 231–233  Funny Face fue exhibida en el Festival Internacional de Cine de Cannes de 1957 y recibió buenas críticas como la de Bosley Crowther.: 241  Sight & Sound, por el contrario, le acusó de ser antintelectual.: 104 
Mientras Funny Face se encontraba en fase de preproducción, Donen recibió una carta de su antiguo jefe George Abbott invitándole a hacer la versión cinematográfica del gran éxito teatral de Abbott The Pajama Game en la Warner Brothers. Como parte del trato para asegurar la música de Gershwin propiedad de Warner que quería para  Funny Face , Donen aceptó la oferta.: 229  Junto a Abbott, codirigieron el proyecto. Juegos de pijama (1957) estuvo protagonizada por Doris Day y John Raitt, con música de Richard Adler y Jerry Ross y coreografiada por Bob Fosse. Raitt interpreta a un supervisor de una fábrica de ropa de dormir que está en constantes disputas con la representante sindical de la planta (Day), hasta que terminan enamorándose.: 248  Donen describe su relación laboral con Abbott como relajada, afirmando que "[Abbott] jugaba a tenis, venía a ver el plató durante una hora, luego miraba las carreras y luego se iba a casa.": 247  Fue un éxito modesto, pero Jean-Luc Godard lo elogió y declaró: "Donen es sin duda el maestro de la película musical". Juego de pijamas existe para demostrar que es cierto.": 259 
El siguiente trabajo de Donen fue Bésalas por mi (Kiss Them for Me) (también de 1957). Se le pidió directamente a Cary Grant para dirigirlo y comenzó a tantearlo mientras aún estaba bajo contrato en MGM. : 261  Con una trama que se asemeja mucho a On the Town, la película presenta a Grant, Ray Walston y Larry Blyden como tres oficiales de la marina de guerra en licencia en San Francisco en 1944. A diferencia de On the Town, Kiss Them for Me es una comedia oscura que contrasta el heroísmo desinteresado de los oficiales con su hedonismo ensimismado mientras están de licencia. La película recibió críticas en su mayoría feroces.: 122 
Después de tres filmes estrenados en 1957, Donen se convirtió en productor y director independiente. Había aceptado a regañadientes dirigir Kiss Them for Me con la condición de que 20th Century Fox comprara el contrato que le restaba a MGM.: 263  Ahora libre de obligaciones contractuales, fundó la Grandon Productions con Grant y firmó un contrato de distribución con la Warner Brothers.: 269  Donen se autoprodujo casi todos sus filmes futuros hasta el fin de su carrera, algunas bajo el nombre "Stanley Donen Productions". Donen y Grant inauguraron su compañía con Indiscreta (1958), basada en la obra de Norman Krasna y protagonizada por el propio Grant e Ingrid Bergman. Debido a la agenda de Bergman, la película fue rodada en Londres. Bergman interpreta a una famosa y solitaria actriz que se enamora del supuestamente casado playboy-diplomático Grant. Cuando Bergman descubre que ha sido engañado acerca de tener una esposa, ella inventa una farsa con otro hombre con el fin de ganarse el afecto completo de Grant. Una escena en la película involucra la inteligente elusión de Donen del estricto Código Hays. En la escena, Grant está en París mientras que Bergman está en Londres y ambos hablan desde la cama. Donen usó la pantalla partida con el mismo encuadre de las dos estrellas que sincronizaron los movimientos para hacer que aparezcan como si estuvieran en la cama juntos. El film fue un tremendo éxito,: 131  y Donen fue comparado con directores como Ernst Lubitsch y George Cukor.
Por un momento, Donen volvió a los musicales con Malditos yanquis (Damn Yankees!) (también de 1958), basada en el gran éxito de Broadway de George Abbott. Volvió a codirigir con Abbott.: 252  Como The Pajama Game el film incluye música de Adler y Ross y coreografiado con Fosse. El film estaba protagonizado por Tab Hunter, Gwen Verdon y Ray Walston. Damn Yankees! es una adaptación de la leyenda de Fausto sobre un fan de los Washington Senators que vende su alma al diablo por dar a su equipo un bateo ganador. Walston interpreta al diablo vestido de Brooks Brothers que le concede al fan su deseo y lo transforma en el joven y musculoso bateador Joe Hardy (Hunter). Donen fue capaz de lanzar tres bateos en un partido real de los Yankees y grabado con siete cámaras ocultas.: 134  Al ser una película de bajo presupuesto, fue un relativo éxito y obtuvo buenas críticas.: 140  Fue el último musical de Donen hasta su última película The Little Prince (1974).

#### 1960-1969: Etapa británica
Después de Indiscreet Donen hizo de Inglaterra su hogar hasta principios de los 70.: 274  La caída de la popularidad de los musicales hizo que Donen se centrara en comedias. Observó que su "base de Londres me daba la ventaja de estar lejos de la carrera de ratas de Hollywood. Simplemente seguir tu propio camino, a pesar de lo que alguien más estuviera haciendo o a pesar de lo que ya has hecho, fue satisfactorio. También tenía la ventaja de la influencia europea: su forma de ver la vida, de hacer películas". Mientras estuvo en el Reino Unido a principios de la década de 1960, Donen fue elogiado como una influencia temprana en el entonces emergente movimiento cinematográfico del Free cinema.: 180 
A finales de los 50, Donen firmó un contrato de tres películas con Columbia Pictures.: 277  La primera de ellas fue Volverás a mí (Once More, with Feeling!) (1960). Adaptación de la obra teatral de Harry Kurnitz, el film fue rodado en París y protagonizado por Yul Brynner como un director de orquesta tiránico cuya amante (Kay Kendall) se cansa de sus rabietas y conspira para casarse con él con el fin de divorciarse rápidamente y llevarse su dinero. Kendall estaba terminalmente enferma de leucemia durante el rodaje y murió antes de su lanzamiento. La película no tuvo éxito ni de público ni de crítica.
Donen rápidamente juntó a Brynner y Kurnitz para el film Una rubia para un gángster (Surprise Package) (1960). En este largometraje, Brynner interpreta a un gánster que es deportado a la isla griega de Rodas. Mitzi Gaynor encarna al "paquete sorpresa" que es enviado a la isla para agasajar a Brynner, y Noël Coward es el Rey de Rodas al que Brynner quiere destronar. El film fue un fracaso, y Donen declaró que la hizo porque "necesitaba desesperadamente dinero por razones personales.": 155  Fueron los únicos trabajos que hizo para Columbia. El estudio canceló el contrato por sus pobres resultados de taquilla, y Donen fue incapaz de sacar adelante los proyectos que intentaba hacer en ese momento: la obra de Robert Bolt A Man for All Seasons y A Patch of Blue, ambas sacadas adelante por otros directores con mucho éxito.: 277–278 
Grandon Productions fue la encargada del siguiente proyecto de Donen: Página en blanco (The Grass Is Greener), distribuida por Universal Pictures en diciembre de 1960. Cary Grant y Deborah Kerr interpretan a un conde y a una condesa de una gran finca en Inglaterra que se ven obligados a permitir visitas guiadas a su mansión para ayudar con sus problemas financieros. Robert Mitchum encarna al magnate petrolero que se enamora de Kerr y Jean Simmons la excéntrica heredera con la que Grant tiene una relación. El film fue un fracaso de taquilla en Estados Unidos, pero un gran éxito en Inglaterra donde su versión teatral había sido ya una sensación en el West End.

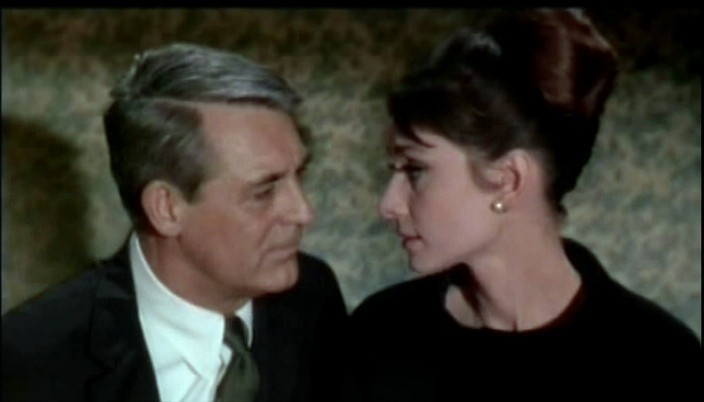
Cary Grant y Audrey Hepburn en Charada, el éxito más grande de Donen

En 1963, llegaría uno de los grandes éxitos de Donen: Charada protagonizada por Cary Grant, Audrey Hepburn, Walter Matthau, James Coburn, George Kennedy y Ned Glass. Donen dijo que "siempre había querido hacer una película al estilo de una de las obras de mis directores favoritos, North by Northwest de Alfred Hitchcock ": 166  del que dijo que era "la mejor películas de Hitchcock." Charada fue producida por Stanley Donen Productions,: 288  distribuida por Universal y adaptado por Peter Stone de su propia novela. Reggie Lampert (Hepburn) descubre que su marido ha sido asesinado y al menos tres hombres están buscando 250,000 dólares en oro que su marido había escondido en algún sitio. Peter Joshua (Grant) es uno de los mejores amigos de Reggie y le ayuda a luchar contra los tres matones a la vez que se enamoran. El film fue lanzado en diciembre de 1963, tan solo dos semanas después del asesinato de John F. Kennedy.: 292–293  Fue el mayor éxito de Donen: 284  y fue influencia directa de numerosos thrillers cómicos en los años sucesivos. El crítico Judith Crist dijo de ella que era un "melodrama elegante y divertido", y Pauline Kael dijo que tenía "una frescura y un espíritu que lo hace diferente a las películas de cualquier otro país" y fue "probablemente la mejor película estadounidense de este estilo".: 294  Hubo un remake de La verdad sobre Charlie (2002), dirigida porJonathan Demme.
Donen hizo otra película de inspiración Hitchcock con Arabesque (1966), con Gregory Peck y Sophia Loren en los papeles principales. El film fue escrito por Julian Mitchell y Stanley Price.: 294  Peck interpreta a un profesor estadounidense de la Universidad de Oxford que es un experto en jeroglíficos antiguos. Un primer ministro de Oriente Medio se le acerca para investigar a una organización que intenta asesinarlo y utiliza códigos jeroglíficos para comunicarse. La investigación lleva a Peck a un misterio tras otro, a menudo involucrando a la misteriosa amante del primer ministro (Loren). La película fue el segundo éxito consecutivo de Donen.: 294 
Seguidamente, Donen hizo Dos en la carretera (1967), protagonizada por Audrey Hepburn y Albert Finney con Eleanor Bron, William Daniels y Jacqueline Bisset en los papeles secundarios. El film fue ideado por Donen y escrito por el novelista Frederic Raphael, que fue nominado a un Premio de la Academia. Es considerado uno de los filmes más personales de Donen, "con destellos de pasión nunca antes revelados", y "un verdadero libro de texto sobre edición de películas". La historia, contada de un modo no lineal, explica los doce años de relación entre Hepburn y Finney mientras realizan cuatro viajes (pero entrelazados) por carretera a lo largo de los años en el sur de Francia. Fue un éxito moderado en la taquilla aunque las críticas fueron diversas.: 185  Bosley Crowther llamó a la película "solo otra versión de la basura comercial estadounidense".: 308  También es la película de la que Donen decía que más le preguntaban los estudiantes de cine.: 299 
Mientras residía en Inglaterra, Donen se convirtió en un admirador de la revista teatral británica Beyond the Fringe y deseaba trabajar con dos de los participantes del espectáculo, Peter Cook y Dudley Moore. El resultado de todo ello fue Al diablo con el diablo (1967), una versión moderna de la leyenda de Fausto. Fue escrito por Cook con música de Moore, y protagonizada por Eleanor Bron y Raquel Welch. Moore interpreta a un hombre solitario cuyo amor no correspondido por su compañera de trabajo (Bron) lo lleva a intentar suicidarse. Justo en ese momento aparece el diablo (Cook) y le ofrece siete deseos a cambio de su alma. La asociación amante de la diversión de la película con el Swinging London de la década de 1960 dividió a los críticos, pero Roger Ebert llamó a su sátira "púas y contemporáneas... seca y discreta", y en general, una "película magníficamente fotografiada, inteligente, muy divertida". Por otro lado, Time la describió como la más débil de todas las variaciones conocidas sobre el tema de Fausto. El film, a pesar de esto, fue un éxito: 310  y fue especialmente popular entre los universitarios estadounidenses.: 317  Donen la consideró como uno de sus films favoritos y lo describió como "una película muy personal en la que dije mucho sobre lo que creo que es importante en la vida.": 191  Se hizo un remake en el 2000 dirigida por Harold Ramis.
La escalera (1969) es la adaptación de la obra autobiográfica de Charles Dyer con música de Dudley Moore. Rex Harrison y Richard Burton protagonizan una pareja gay de mediana edad que dirige una barbería londinense y viven juntos en un "mal matrimonio". El film fue rodado en París para fines fiscales y no fue un éxito. Recibió malas críticas tras su lanzamiento, pero fue revaluado por el crítico de cine Armond White en 2007. Llamó a la película "una rara película de Hollywood para representar la experiencia gay con sabiduría, humor y calidez", y "un tesoro perdido". Esta película no pudo estrenarse en España hasta 1976 y tuvo limitada difusión, en parte entorpecida por la viuda de Burton, si bien en 2011 ha sido recuperada .

#### 1970-2003: Últimos trabajos
Después del divorcio entre Donen y Adelle Beatty, volvió a Hollywood en 1970.: 203  El productor Robert Evans le pidió a Donen dirigir una adaptación del libro infantil El principito. El lirista Alan Jay Lerner y el compositor Frederick Loewe escribieron la música y el guion y los exteriores se rodaron en Túnez. El principito (1974) estaba protagonizada por Steven Warner en el papel principal, con Richard Kiley, Bob Fosse, Gene Wilder y Donna McKechnie incluidos en el reparto. Era el primer musical de Donen desde Damn Yankees! y, aunque contenía pequeñas piezas de baile, Fosse coreografió sus propias escenas como serpiente. Lerner declaró que Donen "se encargó de cambiar cada tempo, eliminar frases musicales a voluntad y distorsionar la intención de cada canción hasta que toda la partitura fuera irreconocible". Se estrenó en 1974 y no tuvo el éxito esperado.
Su siguiente film fue Los aventureros de Lucky Lady (1975), protagonizado por Liza Minnelli, Gene Hackman y Burt Reynolds. Minnelli interpreta a una traficante de alcohol en la época de la ley seca que mueve licor de México a California con la ayuda de Hackman y Reynolds, y donde ambos compiten por su amor. Donen comentó que "realmente me preocupé por [la película] y le di tres años de mi vida... Creo que es una muy buena película.": 220  Se pasó de presupuesto y no tuvo éxito en taquilla. La mayoría de los críticos no estaban entusiasmados. Sin embargo, Jay Cocks elogió la película por tener "la superficie brillante y la frivolidad a todo gas que caracterizó a las películas de Hollywood en la década de 1930".
La nostalgia por el viejo Hollywood fue el eje central de su siguiente film: Movie Movie (1978), producida por ITC Entertainment de Lew Grade y escrita por Larry Gelbart y Sheldon Keller. La película actualmente son dos cortos presentadas como un doble largometraje, completo con un tráiler de película falso y una introducción del comediante George Burns. Fue protagonizada por George C. Scott, Trish Van Devere, Red Buttons, Michael Kidd y Eli Wallach y se estrenó en competición en el Festival Internacional de Cine de Berlín en 1978. La primera de las dos películas es Dynamite Hands, un tributo en blanco y negro al boxeo – películas de moralidad. La segunda película es Baxter's Beauties of 1933, un homenaje a los extravagantes musicales de Busby Berkeley. Al igual que las dos películas anteriores de Donen, no tuvo éxito tanto financiera como de crítica.: 228 
Donen probó en la ciencia ficción con la Saturno 3 (1980), protagonizado por Kirk Douglas, Farrah Fawcett y Harvey Keitel. Donen leyó el guion cuando su escritor (y escenógrafo)  John Barry se lo mostró, lo que llevó a Donen a pasárselo a Lew Grade. Donen inicialmente iba a ser solamente el productor, pero Grade le pidió que completara la película cuando Barry se vio imposibilitado para dirigirla.: 228  Según Donen, "sólo un pedacito de lo que Barry rodó terminó en la película terminada.": 228  Fue un desastre de crítica y público e inicialmente Donen no quería salir en los créditos como director.: 233  A principios de los 80, Donen fue elegido para la adaptación de la obra de Stephen King La zona muerta y trabajó con el escritor Jeffrey Boam para el script. Pero Donen fue despedido del proyecto y David Cronenberg se hizo cargo de la dirección unos años después. Boam declaró que Donen se sentía inicialmente atraído para hacer la película porque quería "conectarse con el público juvenil contemporáneo" y que el guion en el que trabajaron juntos era "bastante parecido al que David terminaría haciendo".
Su último film de ficción fue el romance intergeneracional Lío en Rio (1984). La película es un remake del film de Claude Berri Un moment d'égarement (1977): 363  y fue escrito por Gelbart y Charlie Peters. Está protagonizado por Michael Caine, Joseph Bologna, Michelle Johnson, Valerie Harper y Demi Moore y el rodaje se realizó en Río de Janeiro. Caine y Bologna son dos ejecutivos adinerados que veranean con sus familias en Rio. Allí Caine se enamora de la jovencísima hija de Bologna (Johnson). Recibió críticas malas y no fue rentable en la taquilla.
En 1986, Donen produjo la ceremonia televisiva del 58.ª edición de los Premios Óscar, en la que incluyó la pieza musical de la canción "Once a Star, Always a Star" con June Allyson, Leslie Caron, Marge Champion,  Charisse, Kathryn Grayson, Howard Keel, Ann Miller, Jane Powell, Debbie Reynolds y Esther Williams. También en 1986, Donen dirigió la secuencia musical del episodio de la popular serie de TV Moonlighting y dirigió el clip musical de la canción de Lionel Richie "Dancing on the Ceiling".: 336–337  En 1989 Donen fue premiado con el Doctorado de Bellas Artes de la Universidad de Carolina del Sur. En su discurso de graduación, Donen declaró que pensaba que era único en ser el primer bailarín de claqué en ser médico y luego bailaron claqué para los graduados.: 333–334  Al mismo tiempo, Donen hizo un seminario sobre los musicales en el Instituto Sundance de Robert Redford.: 338 
En 1993, Donen estaba preparando dirigir y producir la adaptación del clásico de Robert Louis Stevenson El extraño caso del Dr Jekyll y Mr Hyde protagonizado por Michael Jackson. Pero después del escándalo por excesos de la estrella a chicos jóvenes en su Rancho de Neverland, el proyecto fue abandonado.: 337  Al siguiente año, Donen dirigió el musical The Red Shoes (basada en la película de Powell y Pressburger) En el Gershwin Theatre. Sustituyó al director original Susan Schulman tan solo seis semanas antes de que se estrenara. La obra se cerró a los cuatro días.: 337–338 
El último proyecto de Donen fue el telefilm Love Letters, para la ABC en abril de 1999. El film estaba protagonizado por Steven Weber y Laura Linney y estaba basada en la obra de A. R. Gurney. Weber interpreta a un senador que descubre que su amor perdido hace mucho tiempo (Linney) ha muerto recientemente. Los dos sólo se habían hablado por correo a lo largo de los años, y Weber recuerda a Linney a través de su colección de viejas cartas de amor. Donen había querido hacer una versión cinematográfica de la obra, pero no pudo obtener financiación de ningún estudio importante y en su lugar llevó el proyecto a ABC. En 2002 Donen dirigió el musical de Elaine May Adult Entertainment protagonizado por Danny Aiello y Jeannie Berlin en Stamford (Connecticut). En 2004 fue premiado con el León de Oro en la Festival Internacional de Cine de Venecia.

## Innovación técnica

### Cine-Dance

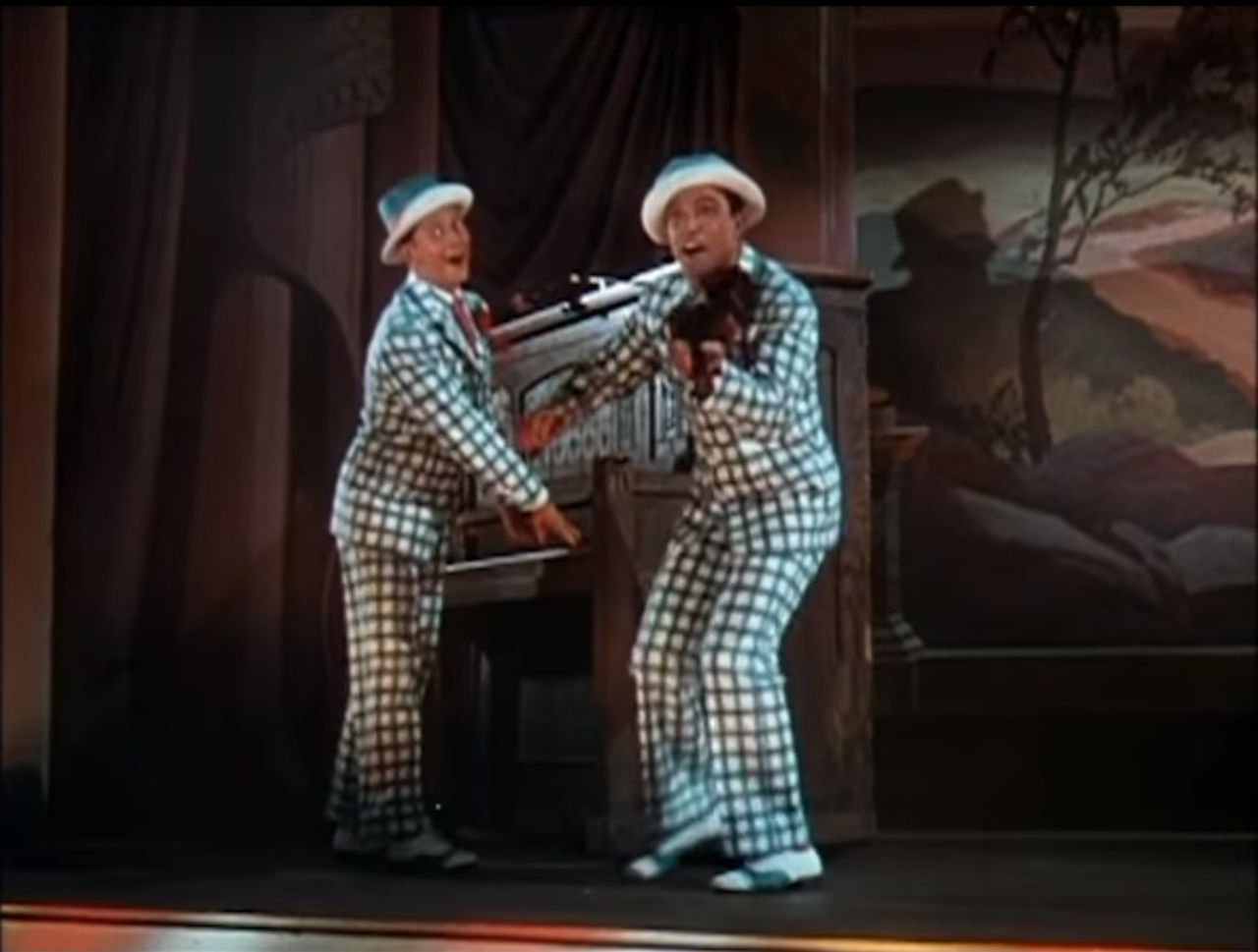
Fotograma del musical de Donen Cantando bajo la lluvia

Donen ha hecho los musicales más populares y aclamados por el cine. Su contribución más importante al cine fue la ayuda a la transición de los musicales de cine de los escenarios realistas a una forma más cinematográfica que integra el cine en la danza. Los estudiosos llamaron a este concepto el "cine-dance" (un baile que tan solo puede ser creado y reproducido en una medio como el cine), y sus orígenes se encuentran en las películas de Donen y Kelly.: 34  El teórico del cine Casey Charness describió el "cine-dance" como "una fusión de las fortalezas distintivas de la danza y el cine que nunca se habían hecho antes" y agrega que Donen y Kelly "parecen haber elevado la danza de Hollywood de la exhibición simplista de la capacidad de bailar o fotográfica a una percepción que incorpora tanto lo que el bailarín puede hacer como lo que la cámara puede ver... [Ellos] desarrollaron un equilibrio entre cámara y bailarín que... animó tanto al fotógrafo como al coreógrafo a contribuir significativamente a la creación y efectividad final de la danza.": 6 
Cuando el sonoro comenzó a ser predominante en el cine, los estudios de Hollywood reclutaron el mejor talento de Broadway para hacer musicales, como Broadway Melody y 42nd Street. Estas películas establecieron el lenguaje del musical, un subgénero en la que la trama gira en torno a un espectáculo escénico y las personas involucradas en su puesta en escena. Establecen el estándar para el género musical, colocando sus números musicales en el contexto sin promover la historia o desarrollar los personajes.: 4–12  Donen huyó de estos parámetros en sus películas como "una reacción contra ese tipo de musical.": 221  Donen reconoce en el productor Freed como la fuerza impulsora detrás de la transición, diciendo que Freed "tenía algún tipo de instinto para cambiar el musical de un mundo detrás del escenario a otra cosa. No sabía muy bien en qué los quería cambiar, solo que se tenía que hacer.": 8  Kelly dijo de Donen que era la única persona que sabía como los musicales debían progresar y la mejor manera para adaptarse al medio de la película.: 156 

### Técnicas
Los films de Donen y Kelly abrieron nuevos caminos en el mundo de los efectos especiales, la animación, el montaje y la fotografía. Su primera colaboración Cover Girl puso los cimientos, particularmente en la secuencia del "Alter Ego". Empleó unos efectos especiales que no se podían lograr con una toma en vivo, mientras avanzaba la historia y revelaba el conflicto interno del personaje. Donen y Kelly probaron los límites del potencial del cine con el baile del ratón Jerry en Anchors Aweigh, una de las primeras películas donde un personaje de acción en vivo baila con uno animado.
En ese tiempo, también realizaron Take Me Out to the Ball Game que perfeccionaron lo que Martin Rubin nombró como la "indicación de tendencias cambiantes en las películas musicales" que diferían de los espectáculos de Berkeley hacia "asuntos relativamente a pequeña escala que pone el mayor énfasis en la comedia, las transiciones a la narrativa, la inteligencia de las letras y las personalidades y habilidades de actuación de las estrellas, en lugar de en el espectáculo y la dinámica de grupo.": 92  Rubin acredita que Donen y Kelly con hacer musicales más realistas, en comparación con el estilo de Berkeley de una "separación del espacio narrativo del espacio de actuación": 94  Take Me Out to the Ball Game fue el último film de Berkeley como director. Tanto Donen como Kelly encontraron difícil trabajar con Berkeley, : 37  y el director se fue antes de la finalización de la película.: 92 
Cuando Donen y Kelly grabaron On the Town, abrieron audazmente la película con un extravagante número musical filmado en Nueva York con una edición de ritmo rápido y un trabajo de cámara experimental, rompiendo así con las convenciones de la época. Su película más célebre Singin' in the Rain es apropiadamente un musical sobre el nacimiento del musical de la película. La película incluye un montaje musical del que Donen dijo "lo hubiera hecho Busby Berkeley aquí, solo que nos estamos burlando de él".": 161  Charness declaró que las referencias de Singin' in the Rain' a Berkeley "marcan la primera vez que el musical de Hollywood ha sido reflexivo y divertido con su propia extravagante insuficiencia no bailable, en eso" y que el "patrón floral del caleidoscopio superior de Berekeley se presenta predominantemente, al igual que la línea de coros que bailan claqué, que se ven solo de rodillas hacia abajo".: 100  Charness también dijo que la fotografía del film "mueve al público con el baile.": 98–99 
Charness dijo que el famoso número de título de la película y afirma: "Es un momento muy cinético, porque aunque no hay danza técnicamente lograda presente, la sensación de balancearse en un círculo con un paraguas abierto es una elección de movimiento brillantemente adecuada, una que será fácilmente identificable por una audiencia que podría no saber nada kinestésicamente sobre la danza real... Acompañando este movimiento hay un retroceso sin aliento en una toma con grúa que tiene lugar al mismo tiempo que Kelly se balancea en sus arcos más anchos con el paraguas. El efecto es vertiginoso. Quizás el mejor ejemplo de la aplicación de los conocimientos de la cámara a un momento de baile en el canon de Donen-Kelly.": 107  También elogió la dirección de Donen en el número "Moses Supposes", incluyendo "ciertas técnicas de cámara que Donen ya había utilizado & nbsp;... el toma para significar el final de un plano y el comienzo de otro".: 103  Aunque Donen se inspira en René Clair, Lubitsch y Astaire,: 119  también afirma que "en los primeros musicales de Lubitsch y Clair, dejaron claro desde el principio que sus personajes iban a cantar operísticamente. Gene y yo no fuimos tan lejos. En 'Moses Supposes', Donald y él se convierten en una canción.": 161  Con Royal Wedding y Give A Girl A Break Donen continuó utilizó efectos especiales para elaborar las escenas de baile.: 131–132 : 184 

## Relación con Gene Kelly
La relación con Gene Kelly fue complicada y muchas veces habló de forma dura del que fue su amigo y mentor décadas después de haber trabajado juntos. Por contra, Kelly nunca dijo cosas negativas de Donen en los últimos años. De todas maneras, Silverman ha afirmado que los comentarios de Kelly fueron a menudo condescendientes y demostraron "un intento de intentar disminuir las contribuciones de Donen a su trabajo colectivo." Las razones de su conflicto se debieron a una causa personal (ambos estuvieron casados con la bailarina Jeanne Coyne) y profesionales (Donen siempre sentía que Kelly no lo trataba como un igual). Nunca estuvieron de acuerdo sobre quién había contribuido más en sus proyectos conjuntos: tres películas como codirectores y cuatro como coreógrafos.

### Jeanne Coyne
A los 7 años, Coyne se apuntó a la Gene Kelly Studio de Danza en Johnstown (Pensilvania) y se enamoró como colegiala de la estrella Cuando tenía 20 años, fue elegida en la obra Best Foot Forward, donde volvería a encontrarse con Kelly y donde conoció a Donen. Donen y ella se enamoraron en 1948, pero su matrimonio fue extraño. Se separaron en 1950 y divorciado en 1951. Durante su matrimonio, Donen confesó a Coyne su frustración con Kelly al hacer On the Town, solo para descubrir que inmediatamente se puso del lado de Kelly. Coyne trabajó como asistente personal de Kelly en muchos de sus films mientras estaba casada con Donen y continuó ayudando a Kelly hasta su muerte. Los rumores decían que Kelly y Coyne estaban teniendo una aventura durante y después del matrimonio de ella con Donen. así como también afirmaban que Donen estaba enamorado de la primera esposa de Kelly Betsy Blair. La autobiografía de Blair no hace mención a este asunto entre Kelly y Coyne. De todas maneras, sí que dice que el matrimonio de Donen con Coyne nunca fue feliz y que Kelly estaba muy cerca de ellos.

### Problemas profesionales

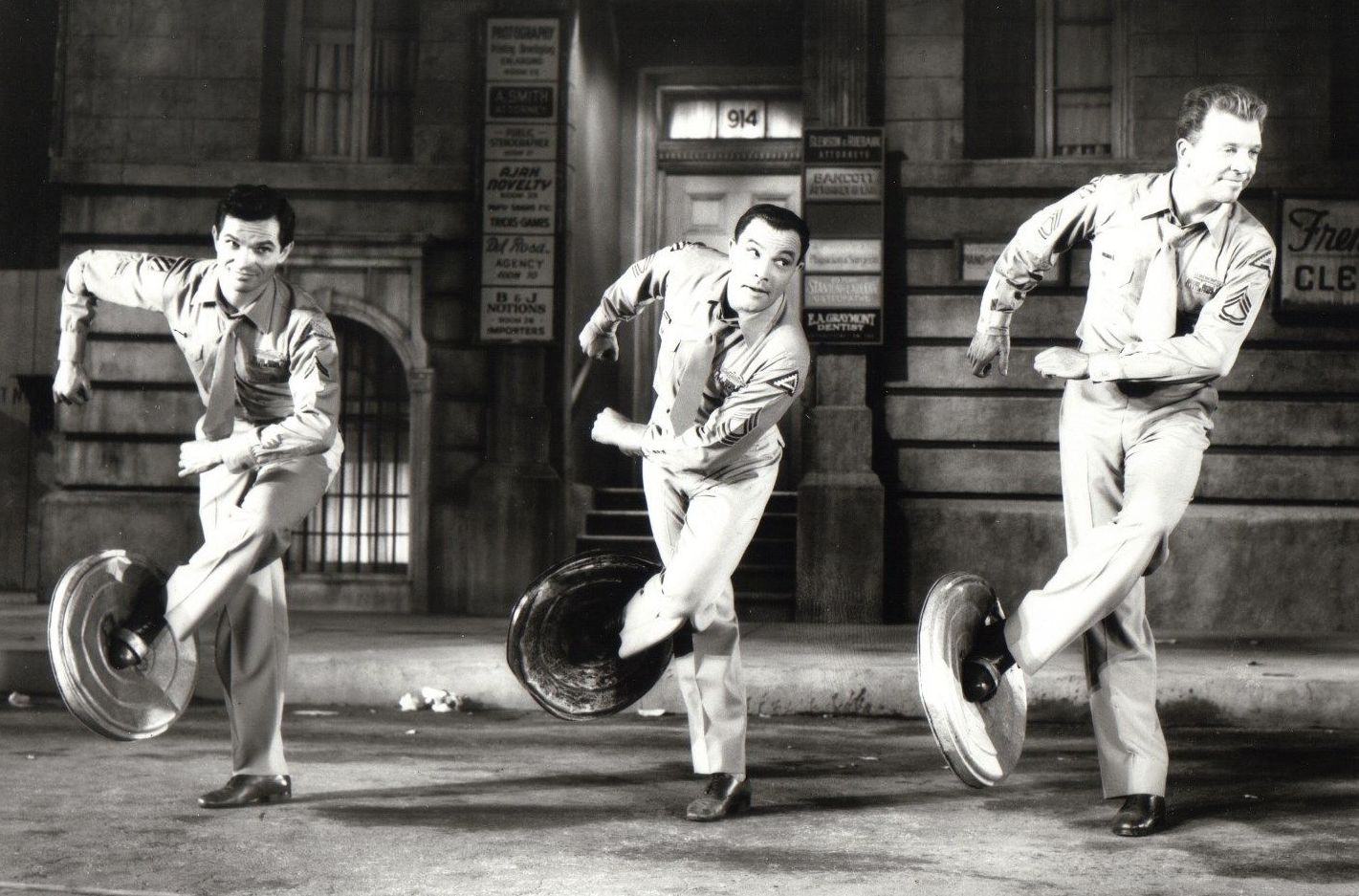
Fotograma del musical de Donen Siempre hace buen tiempo, última película en la que trabajaron juntos Donen y Kelly

La relación entre Donen y Kelly fue descrita como muy similar a la de los personajes de Don Lockwood y Cosmo Brown en Cantando bajo la lluvia, con Kelly como estrella y Donen como su compañero de confianza. Kelly decía de Donen que era como hijo para él y Donen, que inicialmente idealizó a Kelly, lo fue encontrado con el paso de los años como un personaje "frío, egoísta y muy rudo." Aunque Donen acreditó a Kelly por "impulsar su carrera como cineasta", dijo que el productor de MGM Roger Edens fue su gran promotor.
Mucha gente cree que Donen le debía todo a Kelly, y el biógrafo de Kelly Clive Hirschhorn describió a Donen como un personaje "sin identidad particular o talento evidente... y era solo un niño del sur que quería llegar al mundo del espectáculo". Donen declaró que se mudó a Hollywood por su propia voluntad. Otras fuentes dicen que siguió a Kelly, que le ayudó a conseguir su primer trabajo. Kelly a veces avergonzaba a Donen en público, como regañarlo por no poder seguir el ritmo de sus pasos de baile durante los ensayos de Cover Girl. Donen admitió que no se consideraba así mismo como un gran bailarín. A pesar de que iba creciendo el resentimiento de Donen sobre Kelly, fue capaz de contener sus sentimientos en sus colaboraciones. Las tensiones entre los dos explotaron en el rodaje de Siempre hace buen tiempo. Después de los éxitos de Deep in My Heart y Siete novias para siete hermanos no quería hacer otra película junto a Kelly. Se pelearon en el rodaje desde el primer día, con un confiado Donen afirmándose a sí mismo como un gran cineasta. Donen casi abandona la película, y su relación con Kelly acabó en ese mismo momento.
En los últimos años, Donen nunca dijo nada bueno de Kelly. En cambio, en 1991, Kelly dijo que Donen "le necesitaba para crecer", pero agregó: "Necesitaba a Stanley en la parte posterior de la cámara".: 214  También describió a Donen como su azotador en la MGM.: 156  Aunque Donen siempre defendió que Kelly nunca le había valorado por su trabajo, Kelly sí que le acreditó como el creador del baile junto al ratón Jerry: 146 .: 134  En 1992 Donen dijo "le estoy agradecido, pero pagué la deuda, diez veces más. Y él sacó de mí el valor de ese dinero.": 213  Betsy Blair dijo estar "sorprendida" por las amargas declaraciones de Donen sobre Kelly.: 116 

### Carreras como directores
La importancia de las dos personalidades han sido debatidas por los críticos. David Thomson escribió sobre "el problema sobre la carrera de Donen: ¿quién hizo qué en su colaboración? ¿Y cuál es la posición real de Donen como director?" Thomson comentó que "nada en su carrera sugiere que Gene Kelly podría haberse filmado a sí mismo cantando bajo la lluvia con la euforia de la grúa en retirada de Donen." Sin embargo, los informes del conjunto indican que Kelly montó el boom de la cámara entre tomas y durante las configuraciones de la cámara.: 207  Donen dijo que "para cuando lo analizas de principio a fin diez millones de veces, no puedes recordar quién hizo qué, excepto en algunos casos en los que recuerdas haber tenido una idea".: 26  El compositor Saul Chaplin dijo que "Gene era el pionero y Stanley era el discípulo talentoso." Durante el rodaje de On the Town, todas las memorias y correspondencias desde MGM estaban dirigidos exclusivamente a Donen y no a Kelly.: 106 
Des todas maneras, la actriz Kathleen Freeman confesó que cuando la gente visitaba el rodaje de Singin' in the Rain para relatar sus experiencias sobre la época del cine mudo, querían hablar con Kelly.: 207  El director artístico de Singin' in the Rain Randall Duell decía, "Gene hacía funcionar la máquina. Stan tenía algunas buenas ideas y trabajaba con Gene, pero era el 'office boy' de Gene, en ese sentido, aunque Gene tenía un gran respeto por él.": 42  Kelly se involucró más con el guion de Singin' in the Rain durante su tercer borrador, que fue cuando su estructura comenzó a parecerse a la versión final.: 58–59  Comparando la filmografía de Donen y Kelly en solitario, las de Donen fueron más aclamadas por la crítica y exitosas en taquilla que las de Kelly.: 345 

## Vida personal

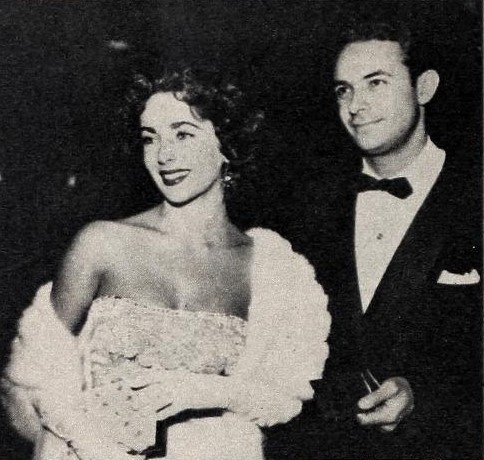
Donen con Elizabeth Taylor en 1952

Donen se casó y se divorció en cinco ocasiones y tuvo tres hijos. Su primera mujer fue la bailarina, coreógrafa y actriz Jeanne Coyne. Se casaron el 14 de abril de 1948 y se divorciaron en mayo de 1951.: 97  La segunda mujer de Donen fue la actriz Marion Marshall, que había sido protegida y novia de Howard Hawks y se casó posteriormente con el actor Robert Wagner. Donen y Marshall tuvieron dos hijos: Peter Donen (1953–2003) y Joshua Donen (1955). Los nombres de pila de los chicos proporcionaron el nombre para el personaje de Cary Grant en la película de 1963 Charada. Donen y Marshall estuvieron casados de 1952 a 1959. Tuvieron una larga batalla por la custodia de sus hijos después de que Marshall se casara con Wagner y Donen se mudara a Inglaterra. La tercera mujer de Donen fue Adelle, Condesa Beatty. Ella previamente había estado casada con David Beatty, Segundo Barón de Beatty. Se casaron en 1960 y tuvieron un hijo (Mark Donen, nacido en 1962), y vivieron en Londres.: 275–276  Se separaron en 1969 y se divorciaron en 1971.: 276  Su cuarta esposa fue la actriz estadounidense Yvette Mimieux. Estuvieron casados desde 1972 hasta 1985, pero mantuvieron una buenas amistad a pesar de estar divorciados.: 334  La quinta esposa de Donen fue Pamela Braden, 36 años más joven que él. Donen le propuso matrimonio cuatro días después de conocerla. Estuvieron casado desde 1990 hasta 1994.: 335 
A mediados de los 40, Donen tuvo un romance con la actriz Judy Holliday mientras trabajaba en Broadway.: 262  También se le conoce un romance con Elizabeth Taylor entre su primer y segundo matrimonio.: 137–139  En sus últimos años, su gran compañera fue la escritora y directora Elaine May, con la que estuvo unida desde 1999 hasta su muerte y de la que dice que le propuso matrimonio "unas 172 veces."
EL hijo mayor de Donen, Peter Donen, fue especialista en efectos especiales y trabajó en películas como Superman III, Spaceballs, The Bourne Identity, y The Truth About Charlie. También trabajó con su padre en Blame It on Rio. Murió de un ataque al corazón en 2003 a la edad de 50 años. Su segundo hijo, Joshua Donen, fue productor y trabajó en películas como The Quick and the Dead y Gone Girl. Mark Donen, su tercer hijo, trabajó como asistente de producción en Blame It on Rio.
En diciembre de 2013, se anunció que Donen estaba en la preproducción y coescribió el nuevo film de Elaine May, y producida por Mike Nichols. Entre los actores que leyeron el guion fueron Christopher Walken, Charles Grodin, Ron Rifkin y Jeannie Berlin. En su 90.º aniversario en 2014, una retrospectiva de su trabajo, "A Lotta Talent and a Little Luck: A Celebration of Stanley Donen", se proyectó entre julio y agosto en Columbia (Carolina del Sur). En ella se incluyeron charlas de Donen en escuelas, lecturas de Steven Silverman de los guiones en los cines en los que Donen frecuentaba cuando era niño.

## Muerte
El director falleció el 21 de febrero de 2019, a los 94 años, según confirmó uno de sus hijos el 23 de febrero de ese mismo año.

## Filmografía
| - Un día en Nueva York (On the Town, 1949) - Rendirse al amor, (Love is better than ever, 1951) - Bodas reales (Royal Wedding, 1951) - Cantando bajo la lluvia (Singin' in the rain, 1952) - Fearless Fagan, 1952 - Tres chicas con suerte (Give a Girl break, 1953) - Siete novias para siete hermanos (Seven brides for seven brothers, 1954) - Profundamente en mi corazón (Deep in my heart 1954) - Siempre hace buen tiempo (It's always fair weather, 1955) - Una cara con ángel (Funny Face, 1957) - Juego de pijamas (The Pajama game, 1957) - Bésalas por mí (Kiss them for me, 1957) - Indiscreta (Indiscreet, 1958) - Malditos yanquis (Damn Yankees!, 1958) | - Volverás a mí (Once more, with feeling!, 1960) - Una rubia para un gángster (Surprise package, 1960) - Página en blanco (Grass is greener, 1960) - Charada (Charade, 1963) - Arabesco (Arabesque, 1966) - Dos en la carretera (Two on the road, 1967) - Bedazzled, 1967 - La escalera (Staircase, 1969) - El principito (The Little Prince, 1974) - Los aventureros de Lucky Lady (Lucky Lady, 1975) - Movie movie, 1978 - Saturno 3 (Saturn 3, 1979) - Lío en Río (Blame it on Río, 1984) - Cartas de amor (Love letters, 1999) |

## Premios y distinciones
Premios Óscar
| Año  | Categoría        | Resultado |
| ---- | ---------------- | --------- |
| 1998 | Óscar Honorífico | Ganador   |

Festival Internacional de Cine de Venecia
| Año  | Categoría            | Resultado |
| ---- | -------------------- | --------- |
| 2004 | León de Oro Especial | Ganador   |

Festival Internacional de Cine de San Sebastián
| Año  | Categoría     | Película            | Resultado |
| ---- | ------------- | ------------------- | --------- |
| 1967 | Concha de Oro | Dos en la carretera | Ganador   |